# Heimatmuseum Mykolajiw
Heimatmuseum Mykolajiw (ukrainisch Миколаївський краєзнавчий музей; russisch Никола́евский областно́й краеве́дческий музе́й) ist das regionale Heimatkundemuseum der Oblast Mykolajiw in der Stadt Mykolajiw (früher Nikolajew russisch Николаев) in der Ukraine.
Das Museum besitzt die größte Sammlung von Artefakten und Dokumenten über Geschichte und Kultur der  Südlicher-Bug-Region und der Stadt Mykolajiw. Das Heimatmuseum Mykolajiw ist eines der ersten Museen der Altertümer in der Ukraine.

## Geschichte
Das Museum wurde 1913 als Naturhistorisches Museum Mykolajiw auf Initiative des Rechtsanwalts, Archäologen und Heimatforschers Serhij Hajdutschenko gegründet.

### Vorgeschichte
Die Vorgeschichte des Museums ist mit der Eröffnung des Kunstkabinetts in der Stadt Nikolaev (heute Mykolajiw) verbunden. Im September 1792 schickte einer der Stadtgründer und „erster Bürger der Stadt“, Brigadier Michail Falejew, eine Gruppe von Matrosen nach Olbia „auf der Suche nach den Altentümer“. Um die Funde zu lagern, wurde 1803 auf Beschluss des Hauptkommandanten der Schwarzmeerflotte und der Häfen des Marquis  de Traversay das Kunstkabinett geschaffen. Dort wurden Schiffsmodelle, archäologische Funde aus Olbia, Kertsch, Feodossija, Waffensammlungen, historische Kostüme, Medaillen und anderen Gegenständen aufbewahrt. Bis 1806 war es das einzige Museum, in das alle archäologischen Funde Novorossiens gebracht wurden. Im Jahr 1838 baute die Admiralität der Stadt einen speziellen Pavillon für Ausstellungen. Mitte des 19. Jahrhunderts dienten viele Ausstellungsobjekte als Grundlage für die Eröffnung von Museen in Odessa, Kertsch, Cherson und anderen Städten.
Im Jahr 1856, nach der Niederlage des Russischen Reiches im Krimkrieg und infolge der Bedingungen des Friedensvertrags, wurden die Flotteneinrichtungen in Nikolaev (heute Mykolajiw) spürbar reduziert. Auch das Kunstkabinett wurde beseitigt. So blieben die Museumssammlungen unbeachtet und gingen in die Stiftungen und Archive verschiedener städtischer Institutionen über.

### Gründung
Im Dezember 1913 gelang es den Enthusiasten die verstreuten Exponate des Kunstkabinetts zu sammeln und ein neues Stadtmuseum — Naturhistorisches Museum Mykolajiw - zu eröffnen. Den anderen Grundstock der Museumsausstellung bildete die Sammlung des Verlegers, Mäzens und Sammlers Emmanuil Franzew, der seit mehr als 40 Jahren zoologische, botanische und mineralogische Funde sammelte. 1909 nach dem Tod von Emmanuil Franzew blieb sein private naturhistorische Museum „unbeaufsichtigt“. 1912 erklärten seine Erben ihre Absicht, die umfangreiche Sammlung als Geschenk an die Stadt zu übergeben. Mit der Gründung des Museums beschäftigte sich eine von der Stadtduma eigens geschaffene Kommission. Es wurde in einem privaten Haus von Iossif Saslawski untergebracht. Der erste Direktor des Museums war Serhij Hajdutschenko. Die Fonds des Museums wurden durch Gegenstände aus Ausgrabungen in Olbia und private Sammlungen erheblich erweitert.

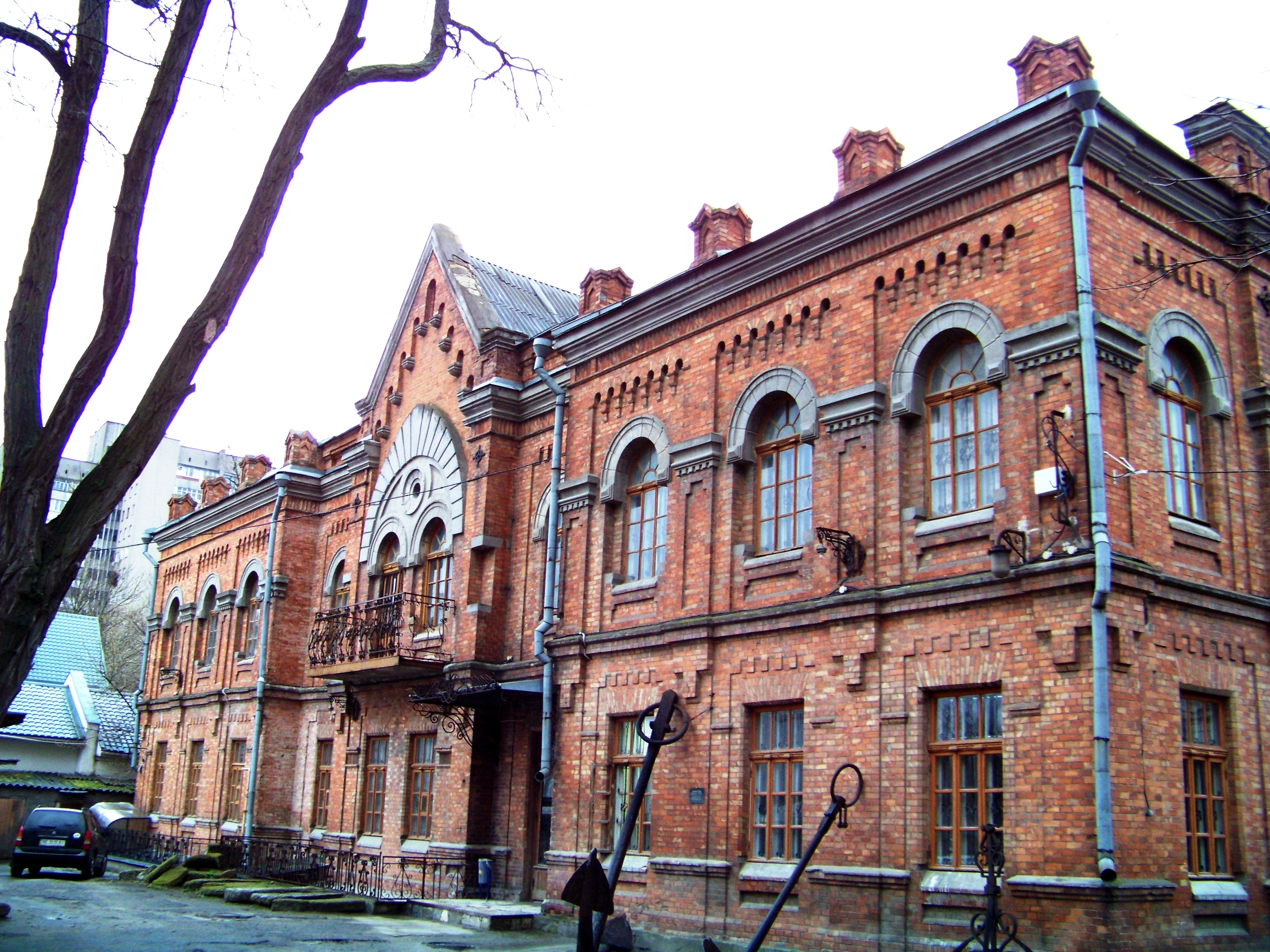
Das ehemalige Museumsgebäude in der Dekabristen-Straße 32

Im Jahr 1920 wurde das Museum historisch-archäologisch benannt. Von 1929 bis 1936 war es in den Gebäuden der Hauptwache und der Admiralskathedrale untergebracht, später zog es in das Haus Nr. 1 in der Ingenieurstraße um. Bereits vor dem Beginn des Deutsch-Sowjetischen Krieges war das Museum in einem Gebäude in der Dekabristen-Straße 32 untergebracht.

### Zeit des Zweiten Weltkrieges
Während des Zweiten Weltkriegs von 1941 bis 1944 wurde das Museum fast vollständig zerstört. Seine Ausstellung funktionierte jedoch auch während der Besatzungszeit. Im Jahr 1943 erhielt das Museum einen neuen, größeren Raum. Eine eigene Unterkunft erhielten der Direktor und der Museumsleiter. Das renovierte Museum beginnt mit Ausstellungen und öffnete es für Besucher, von denen 75 % deutsche Offiziere und Soldaten ausmachten. Im Museum wurde sogar eine Gruppe des Widerstands in von den Deutschen besetzten Nikolajew gegründet und wirkte aktiv. Ende 1943 wurde jedoch ein Teil der archäologischen Exponate von den Deutschen nach Königsberg gebracht. Dies waren die wertvollsten Exponate, die bis heute als verloren gelten.

### Nachkriegszeit
Bereits 1950 wurde das Museum durch die Bemühungen der Bürger, der Stadtbehörden mit verschiedenen seltenen Exponaten aufgefüllt, komplett restauriert und feierte seine Eröffnung als regionales Heimatmuseum. In den Nachkriegsjahren bis zum Jahr 2012 war das Museum in den Räumlichkeiten, die zum Komplex der römisch-katholischen Kirche St. Josef gehörte, untergebracht. Wegen Platzmangel fungierten nur zwei Ausstellungsräume. Die Exponate wurden unter extrem schwierigen Bedingungen gelagert - 400 Einheiten auf einem Quadratmeter. Und das, obwohl die Museumssammlung jährlich um 3000–4000 Exponate wuchs.

### Museum nach der ukrainischen Unabhängigkeit 1991
Zu Beginn des 21. Jahrhunderts wurde das Projekt zur Schaffung eines Museumskomplexes auf der Grundlage eines architektonischen Denkmals von nationaler Bedeutung — der „Alten Marinekasernen“ (ukrainisch Старофлотські казарми) - entwickelt. Es war geplant, dass 9 verschiedene Museen in eine „Museumsstadt“ untergebracht werden. Ende Januar 2012 wurde der restaurierte Museumskomplex „Alten Marinekasernen“ in Betrieb genommen. Die Gesamtfläche des renovierten Gebäudes beträgt über 4000 Quadratmeter. Am 28. August 2012 wurde mit der Teilnahme des ukrainischen Premierministers Mykola Asarow das Heimatmuseum neu eröffnet. Im Jahr 2020 verfügte das Museum über 21 Ausstellungssäle mit modernem Design, zentraler Klimaanlage und spezieller Beleuchtung, ein gemütliches Café, einen Spiel- und Musikhof. Im ersten Ausstellungssaal befindet sich die naturhistorische Sammlung von Emmanuil Franzew.

## Museumsvereinigung

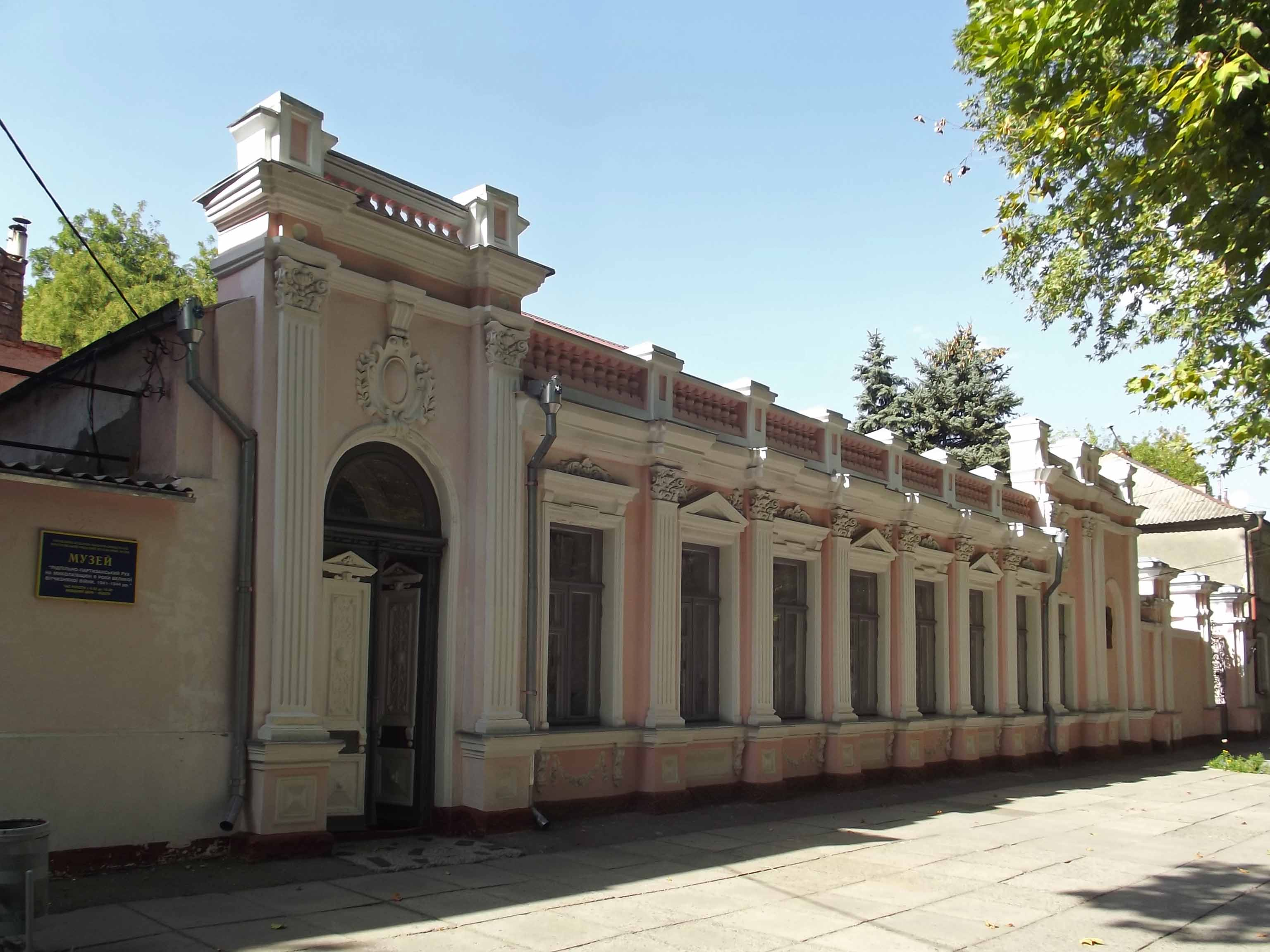
Museum „Untergrund-Partisanenbewegung in den Jahren des Großen Vaterländischen Krieges. 1941-1944“. Das Museumsgebäude im Jahr 2011

Im Hauptgebäude des Heimatmuseums Mykolajiw (Nabereschna wulyzja, 29) sind die Abteilungen Natur, vorrevolutionäre Geschichte, neuere Geschichte und die Sammlung des Museums untergebracht.
Das Heimatmuseum Mykolajiw ist eine bedeutende Museumsvereinigung. Sie vereint (außer dem Heimatmuseum Mykolajiw):
- Das Museum „Untergrund-Partisanenbewegung in den Jahren des Großen Vaterländischen Krieges. 1941-1944“ (Wulyzja Ljahina, 6);
- Das Schiffbau- und Flottenmuseum (Admiralska wulyzja, 4);
- Das militärhistorische Alexander-Suworow-Museum in Otschakiw;
- Das Museum „Partisanen-Funke“ im Dorf Krymka, Rajon Perwomajsk
- Das Heimatmuseum Perwomajsk.[9]

Die Sammlung des Museums umfasst heute mehr als 160.000 Objekten — die ältesten gehören zur späten Altsteinzeit, die jüngsten zur Moderne. Zu den wertvollsten gehören archäologische Ausgrabungsgegenstände aus Olbia und der Krim, Waffen der Saporoger Kosaken, Materialien und Artefakte aus der Geschichte und Entstehung der Stadt Nikolaev und der Schiffsbauindustrie in der Stadt.

## Museumsdirektoren
- 1913–1922: Sergei Iwanowitsch Gaidutschenko (1866—1922)
- 1922–1929: Feodossi Timofejewitsch Kaminski (1888—1978)
- 1998–2008: Ljudmyla Dmytriwna Chlopynska (1948—2008)
- seit 2008: Wolodymyr Anatolijowytsch Mychajlow

## Ausgewählte Fotos (Galerie)

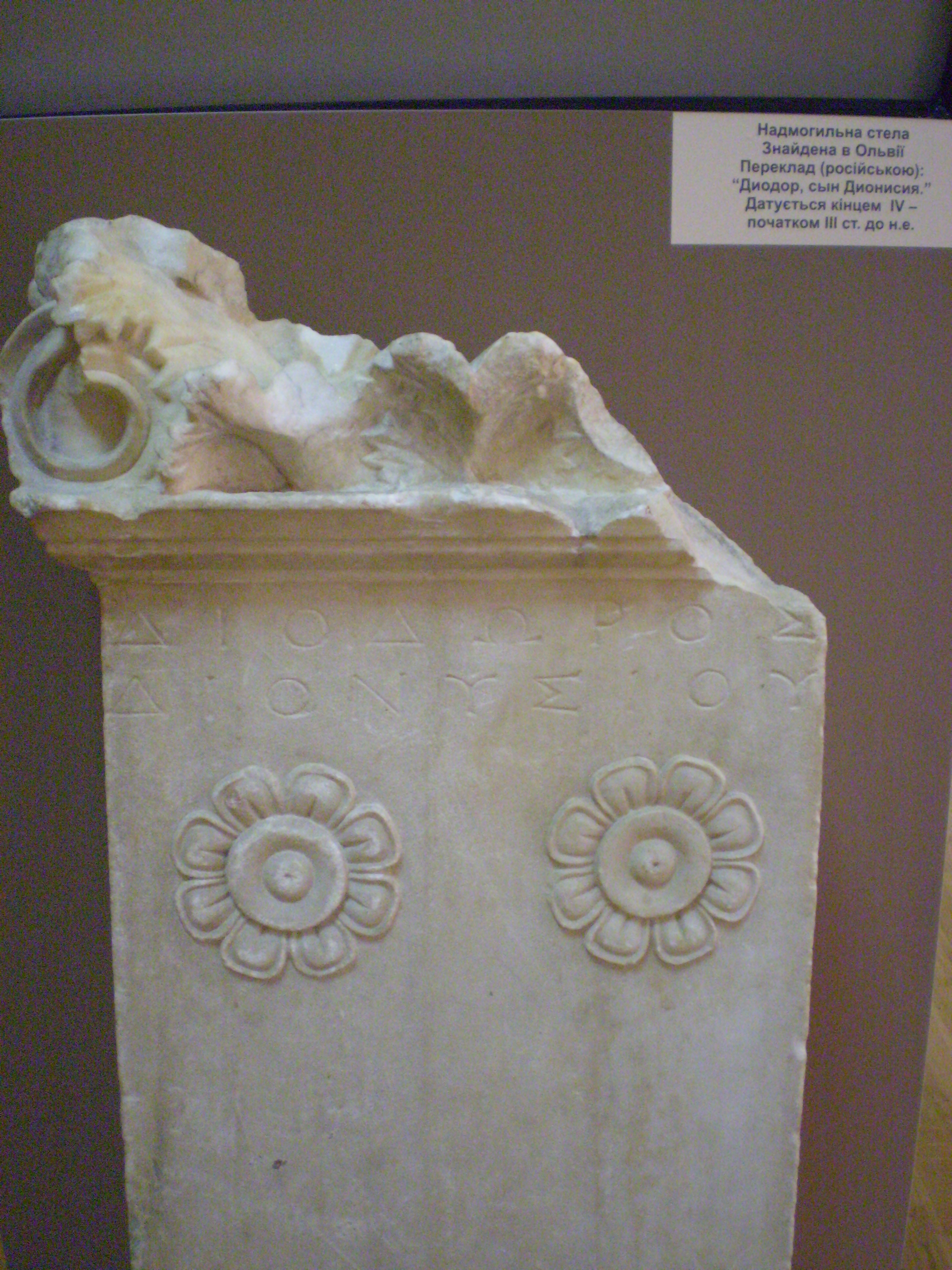
Fragment eines altgriechischen Grabsteins aus Olbia, 4. Jahrhundert v. Chr. Regionalmuseum für Heimatkunde Mykolajiw
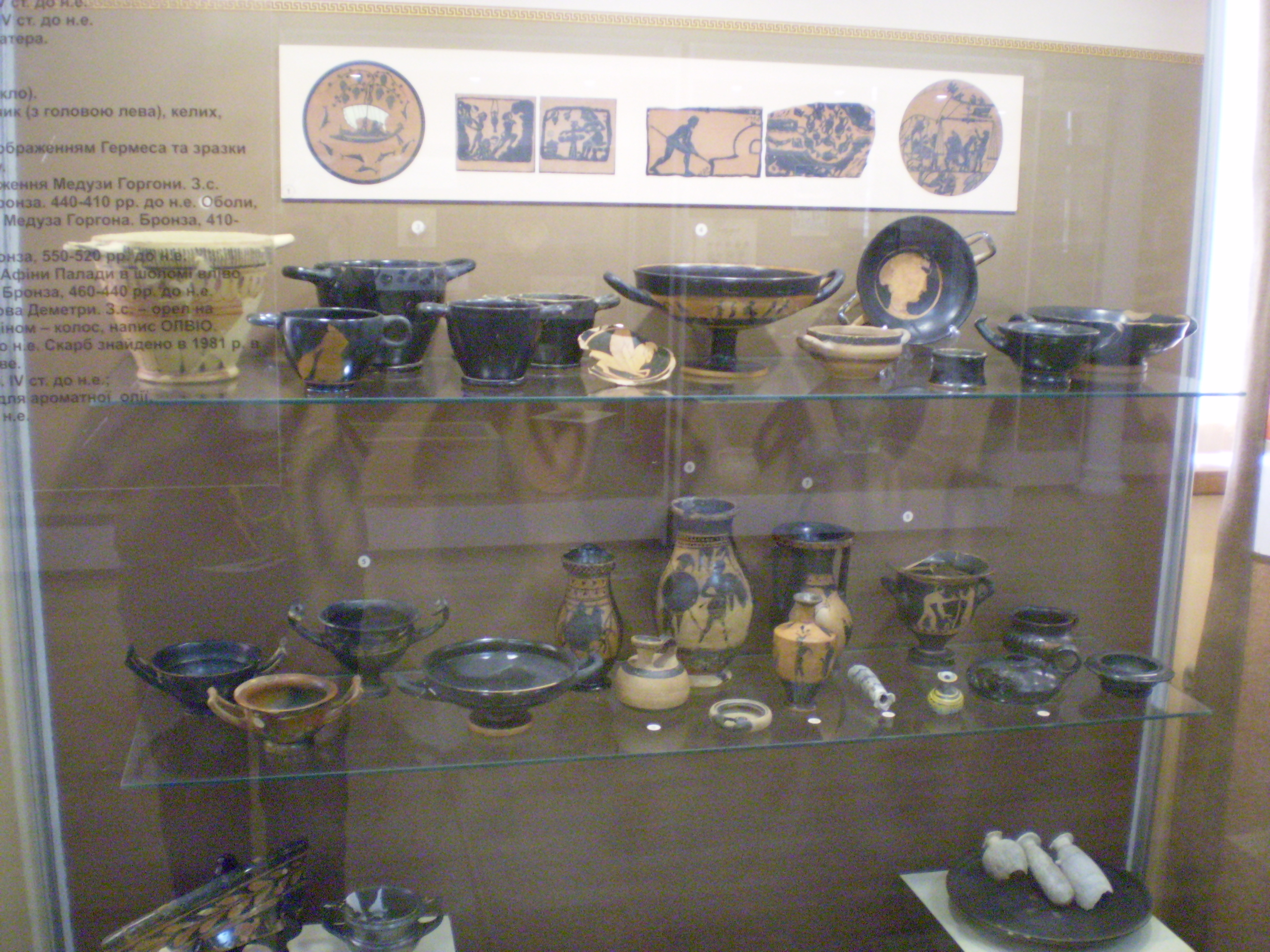
Sammlung der antiken griechischen Keramik, Foto aus dem Jahr 2013. Regionalmuseum für Heimatkunde Mykolajiw
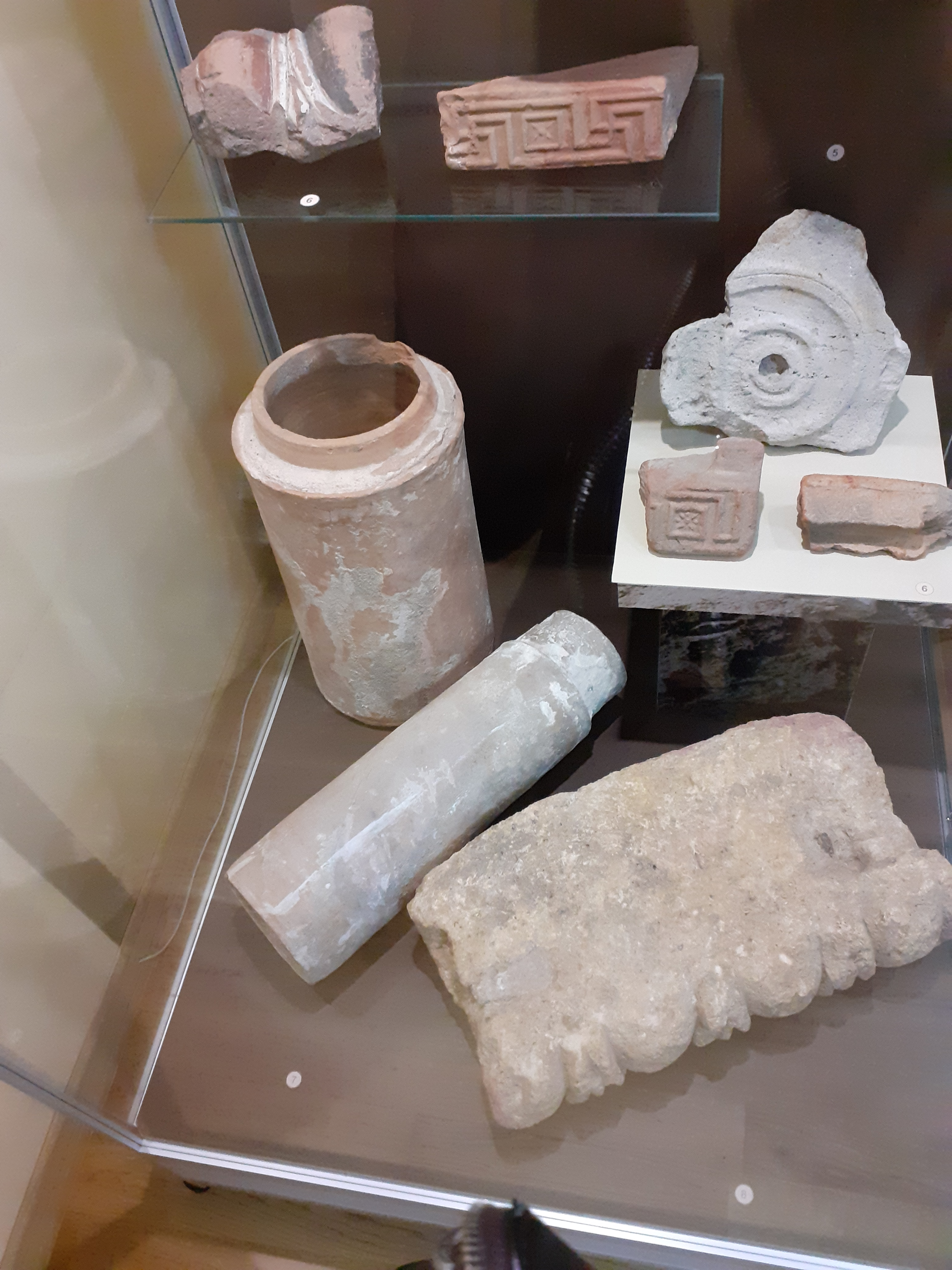
Bestandteile von Wasserleitungen, Olbia. Regionalmuseum für Heimatkunde Mykolajiw
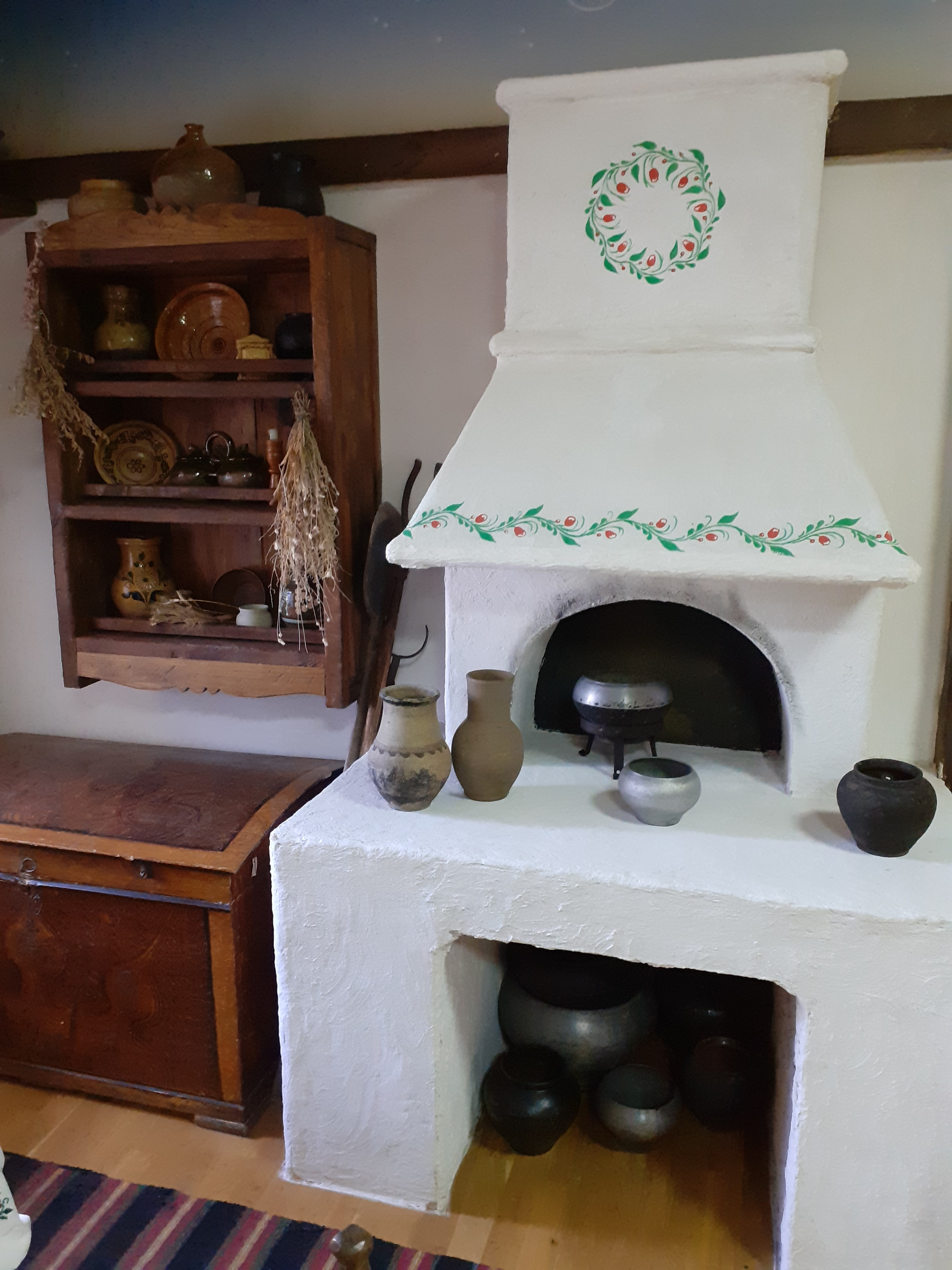
Ukrainische Altentümer. Regionalmuseum für Heimatkunde Mykolajiw